# Ester Rabin
Ester Rabin (geboren als Else Hes 25. September 1887 in Papenburg; gestorben 14. April 1978 in Haifa) war eine deutsch-israelische Schriftstellerin.

## Leben

Else Hes (1910)

Else Hes war eine Tochter von Isaak Wolf Hes und Henriette Hes, sie hatte die Schwester Hermine Hes (1888–1961). Die Familie zog 1898 nach Breslau, wo die Töchter die höhere Schule besuchten. Else Hes studierte Germanistik, Geschichte und Philosophie an der Universität Breslau und wurde 1913 mit einer Dissertation über Charlotte Birch-Pfeiffer als Dramatikerin promoviert. Sie heiratete als junge Frau und engagierte sich im Jüdischen Frauenbund. Else Fuchs-Hes mischte in der Diskussion über das Bild, das die Frau in den Zwanziger Jahren abgeben sollte, mit. Sie vertrat in der Zeitschrift Israelitisches Familienblatt die konservative Seite unter den Meinungsbildnern. Nach der Scheidung von Fuchs heiratete sie 1926 den ebenfalls geschiedenen Dozenten am Jüdisch-Theologischen Seminar in Breslau (JTS) Israel Rabin, der den 1915 geborenen späteren Hebraisten Chaim Rabin mit in die Ehe brachte. Sie hatten zwei Kinder, die 1927 geborene Pädagogin Miriam Ben-Peretz und den 1931 geborenen Informatiker Michael Oser Rabin. Else Rabin engagierte sich in den orthodoxen B’nai-B’rith-Schwesternverbänden und war zeitweise Vorsitzende der örtlichen Organisation in Breslau, und in der Misrachi.
Infolge der Machtergreifung der Nationalsozialisten 1933 emigrierten sie 1935 nach Palästina.
Ester Rabin engagierte sich auch in Palästina in Frauenorganisationen und gehörte dem 1944 gewählten 3. Parlament der jüdischen Selbstverwaltung Assefat ha-Nivcharim an. Als Abgesandte für die israelische Misrachi-Frauenorganisation fuhr sie 1952 nach England, Frankreich und Irland. Sie wurde für ihre über fünfzigjährige Tätigkeit beim B’nai B’rith geehrt, und man benannte nach ihr eine Straße auf dem Karmel in Haifa.
Sie war zweisprachig und verfasste religiös-pädagogische Kinderbücher, schrieb Aufsätze und hielt Vorträge über Fragen der Literatur, ihre Memoiren schrieb sie hingegen auf Deutsch und trat dem Verband deutschsprachiger Schriftsteller Israels bei.

## Schriften (Auswahl)
- Else Hes: Charlotte Birch-Pfeiffer als Dramatikerin. Ein Beitrag zur Theatergeschichte des 19. Jahrhunderts, Stuttgart 1914
- Else Fuchs-Hes: Das asiatische Frauenbild. In: Blätter für die jüdische Frau. Beiblatt der Selbstwehr. 18. August 1925, S. 1f.
- Else Rabin, Emil Bernhard Cohn (Hrsg.): Jüdisches Jugendbuch. Berlin : Jüdischer Verlag, 3. Jahrgang 1930/31; 5. Jahrgang, 1935/36
- Friedrich Thieberger (Hrsg.): Jüdisches Fest, jüdischer Brauch : ein Sammelwerk. Unter Mitwirkung von Else Rabin. Berlin : Jüdischer Verlag, 1936
- Ester Rabin: Die Frage. Ramat Gan : Massada, 1970
- Ester Rabin: Schattenbilder. Givatayim: Massada, 1975 (Erinnerungen)